# فیشرز (ایندیانا)
فیشرز (به انگلیسی: Fishers) یک منطقهٔ مسکونی در ایالات متحده آمریکا است که در شهرستان همیلتون، ایندیانا واقع شده‌است. فیشرز ۹۶٫۳۸ کیلومتر مربع مساحت و ۷۶٬۷۹۴ نفر جمعیت دارد و ۲۴۹ متر بالاتر از سطح دریا واقع شده‌است.